# Bula (medicamento)
A bula é um documento incluído na embalagem de um medicamento que fornece informações sobre aquele medicamento e seu uso. Para medicamentos prescritos, a inclusão é técnica, fornecendo informações aos médicos sobre como prescrever o medicamento. As bulas de medicamentos controlados, geralmente, incluem um documento separado denominado "bula do paciente" com informações escritas em linguagem simples e destinadas ao usuário final; a pessoa que tomará o medicamento ou o dará a outra pessoa, como um menor. Folhetos para medicamentos de venda livre também são escritos de forma simples.

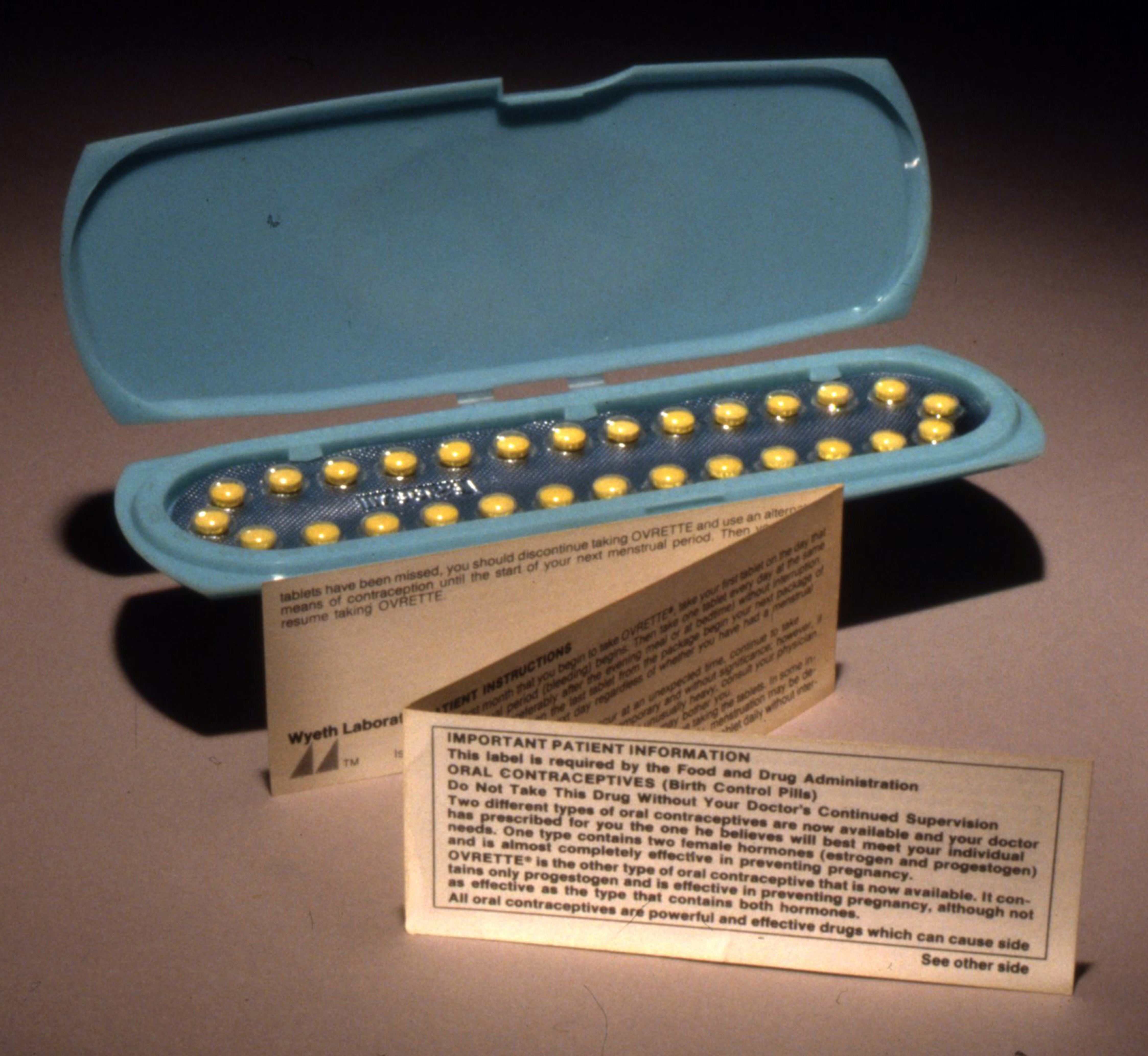
Uma bula de 1970, com pílulas anticoncepcionais da marca Ovrette.

A leitura da bula é essencial para todos os públicos e é indispensável, podendo garantir um tratamento com eficiência e segurança. Atualmente, existem ferramentas digitais que facilitam a consulta de bulas na Internet.

## Informações contidas
As informações encontradas nas bulas de medicamentos são divididas e organizadas de forma padronizada para garantir o uso seguro e eficaz do tratamento. No Brasil, a estrutura e o conteúdo são regulamentados pela Agência Nacional de Vigilância Sanitária (ANVISA), por meio da Resolução RDC nº 47/2009, republicada em 19 de janeiro de 2010. Essa norma estabelece que as bulas devem ser organizadas em seções bem definidas, abrangendo os seguintes tópicos:
- Nome do medicamento;
- Apresentação, formas ou formulações;
- Composição - Ingredientes e suas dosagens;
- Informações ao paciente - Cuidados de armazenamento, prazo de validade;
- Informações técnicas - Dados farmacológicos gerais sobre o medicamento
- Indicações;
- Contraindicações - Indicam condições em que o medicamento não deverá ser utilizado;
- Precauções - Cuidados a serem tomados durante o uso do medicamento;
- Interações - Dados sobre o uso concomitante com outras substâncias;
- Reações adversas - Efeitos colaterais possíveis ou esperados do medicamento;
- Posologia - Informações sobre a dosagem e os intervalos de administração;
- Superdosagem - Informações sobre o uso excessivo ou em altas doses.

Na bula destinada ao paciente, esses tópicos são agrupados em três partes principais:
1. Identificação do medicamento: Traz o nome comercial e genérico, dosagem, forma farmacêutica e via de administração.
2. Informações ao paciente: Detalha para que o medicamento é indicado, como funciona, contraindicações, precauções, interações medicamentosas, como usar, possíveis reações adversas e o que fazer em caso de superdosagem.
3. Dizeres Legais: Inclui informações como o número do lote, datas de fabricação e validade, e os dados da empresa farmacêutica responsável.

## Regulamentação
Cada país possui seu próprio órgão regulador. Na União Europeia, a Agência Europeia de Medicamentos tem jurisdição e os documentos relevantes são chamados de "resumo das características do medicamento" (RCM) e o documento para usuários finais é chamado de "folheto de informações ao paciente" ou "folheto informati". O RCM não se destina a fornecer conselhos gerais sobre o tratamento de uma condição, mas declara como o produto deve ser usado para um tratamento específico. É a base de informações para que os profissionais de saúde saibam como usar o produto específico com segurança e eficácia. O folheto informativo fornecido com o produto destina-se ao usuário final. Nos Estados Unidos, a Food and Drug Administration (FDA) determina os requisitos para as bulas dos pacientes.

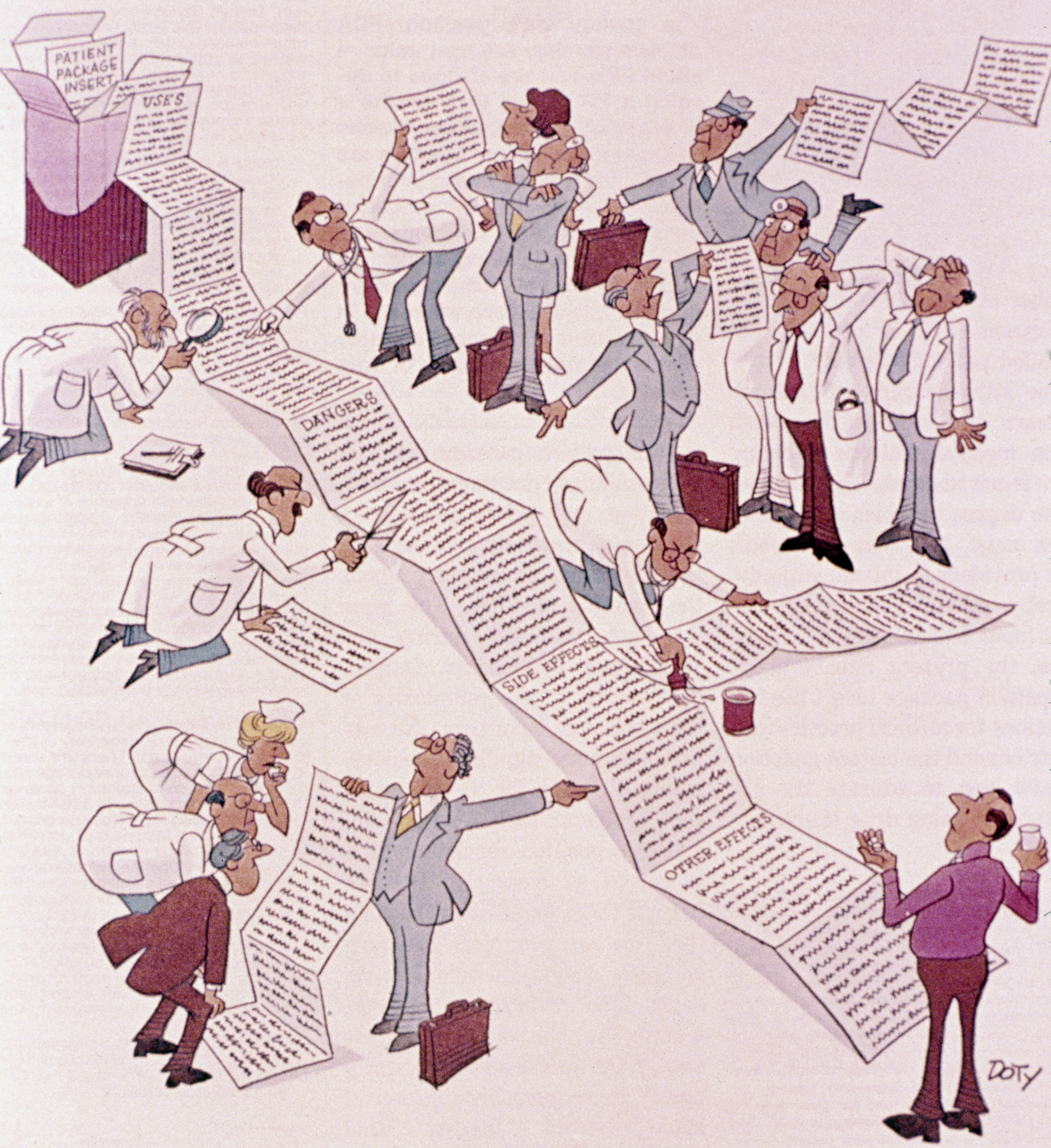
Desenho que descreve a bula como excessivamente longa e complicada.

No Brasil, o controle das informações contidas nas bulas de medicamentos fica a cargo da Agência Nacional de Vigilância Sanitária (ANVISA). Recentemente, a agência tem avançado na modernização deste acesso com a regulamentação da bula digital, amparada pela Lei nº 14.338/2022. Esta regulamentação permite que, em alguns casos, a bula impressa seja substituída por um Código QR na embalagem do medicamento, que direciona o usuário para a versão online. O objetivo é facilitar e ampliar o acesso às informações, alinhando-se a tendências globais de transformação digital no setor da saúde. As informações podem ser consultadas tanto no Bulário Eletrônico oficial da própria Anvisa quanto em plataformas digitais privadas que oferecem o serviço, como a Sara, que disponibiliza as bulas em formatos acessíveis, incluindo texto, vídeo e áudio.